# Viscum semialatum
Viscum semialatum är en sandelträdsväxtart som beskrevs av Paul Lecomte. Viscum semialatum ingår i släktet mistlar, och familjen sandelträdsväxter. Inga underarter finns listade i Catalogue of Life.